# Партизанский отряд «За Отчизну»

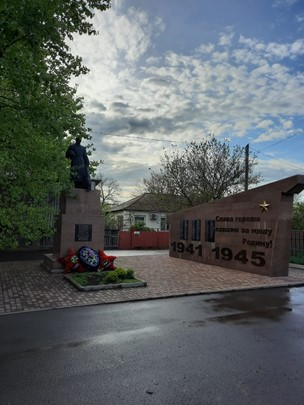
Памятник погибшим расположенный на улице Кольцевой, 26 в поселке Зимовники

Партизанский отряд «За Отчизну» под командованием оперуполномоченного Штаба Партизанского Движения старшего лейтенанта Ершова В. А. в количестве 60 человек был создан 6 ноября 1942 года в разведуправлении 51-й армии Южного Фронта. Комиссар разведывательно-диверсионной группы «За Отчизну» — Гаевская Маргарита Константиновна. Боец разведывательно-диверсионной группы Романова Вера Александровна прошла подготовку в Спецшколе № 1 в г. Москве, которая готовила партийных и комсомольских работников для партизанских отрядов и подпольных партийных и комсомольских органов. В Московской Спецшколе № 2 для организаторов партизанского движения и руководящего состава партизанских формирований (командиры, комиссары, начальники штабов) и инструкторов минно-подрывного дела обучалась Четвертухина Анна Ефимовна.
В ночь с 3 на 4 января 1943 года отряд группами вышел в тыл противника, в район п. Зимовники, имея задачу во взаимодействии с 827 стрелковым полком 302 стрелковой дивизии отрезать противнику пути отхода, таким образом, не давая возможности вывозить ценности и технику. С наступлением рассвета отряд 5 группами начал действовать. Завязался жестокий бой. Целые сутки партизаны сдерживали натиск фашистов. В результате боя уничтожено: 6 грузовых автомашин, одна бронемашина, 3 пулемёта с прислугами, мотоцикл с мотоциклистами, 70 солдат и офицеров.
Отряд потерял пятерых бойцов: Четвертухина Анна Ефимовна, Квитко Раиса Федоровна, Лебедев Алексей Алексеевич, Кузнецов Кирилл Павлович, Романова Вера Александровна. Бойцы партизанского отряда похоронены с воинскими почестями в братской могиле вместе с солдатами стрелкового полка, наступавшего в районе хутора Василевского Зимовниковского района. Раненые в количестве 3 человек вынесены отрядом через линию фронта на нашу сторону. За доблесть и мужество, проявленные в борьбе против немецких захватчиков в тылу врага, Указом Президиума Верховного Совета СССР от 8 мая 1944 года боец партизанского отряда Романова Вера Александровна посмертно награждена орденом Отечественной войны II степени.